# Luísa Diogo
Luísa Dias Diogo (sinh ngày 11 tháng 4 năm 1958) là Thủ tướng của Mozambique từ tháng 2 năm 2004 đến tháng 1 năm 2010. Trước khi trở thành Thủ tướng, bà từng là Bộ trưởng Bộ Kế hoạch và Tài chính, và tiếp tục giữ chức vụ đó cho đến tháng 2 năm 2005. Bà là nữ Thủ tướng đầu tiên của Mozambique. Diogo đại diện cho đảng FRELIMO, đảng đã cầm quyền đất nước kể từ khi độc lập vào năm 1975.

## Giáo dục
Diogo học kinh tế tại Đại học Eduardo Mondlane ở Maputo, nhận bằng tốt nghiệp cử nhân năm 1983. Cô tiếp tục lấy bằng thạc sĩ kinh tế tài chính tại Trường Nghiên cứu phương Đông và Châu Phi, Đại học London năm 1992.

## Nghề nghiệp
Diogo bắt đầu làm việc trong Bộ Tài chính Mozambique năm 1980 khi còn là một sinh viên đại học. Bà trở thành trưởng phòng năm 1986 và cục trưởng ngân sách quốc gia năm 1989. Sau đó, cô đi làm việc cho Ngân hàng Thế giới, với tư cách là viên chức chương trình tại Mozambique. Năm 1994, bà gia nhập chính phủ FRELIMO với tư cách là Thứ trưởng Bộ Tài chính dưới thời Tổng thống Mozambica Joaquim Chissano.
Năm 2003, Tổng thư ký Liên Hợp Quốc Kofi Annan đã bổ nhiệm Diogo vào Ủy ban Liên hợp quốc về khu vực tư nhân và phát triển do Thủ tướng Paul Martin của Canada và Tổng thống Ernesto Zedillo của México đồng chủ trì.

### Thủ tướng Chính phủ 2004
Diogo được bổ nhiệm làm thủ tướng vào tháng 2 năm 2004, kế nhiệm Pas Than Mocumbi. Bà tiếp tục giữ chức vụ bộ trưởng tài chính cho đến năm 2005.
Vào tháng 9 năm 2005, Diogo là diễn giả quốc tế tại Hội nghị Đảng Lao động Anh.
Năm 2006, Annan bổ nhiệm Diogo làm đồng chủ tịch Hội đồng cấp cao về Liên kết toàn hệ thống của Liên hợp quốc, được thành lập để khám phá cách hệ thống của Liên hợp quốc có thể hoạt động mạch lạc và hiệu quả hơn trên toàn thế giới trong các lĩnh vực phát triển, hỗ trợ nhân đạo và môi trường. Bà cũng là thành viên của Ủy ban hợp tác phát triển hiệu quả với châu Phi do Thủ tướng Anders Fogh Rasmussen của Đan Mạch thành lập và tổ chức các cuộc họp từ tháng 4 đến tháng 10 năm 2008 
Sau khi báo cáo rằng một số nông dân đã từ chối bỏ lại gia súc tại các khu vực bị đe dọa bởi trận lũ Mozambique năm 2007, Diogo đã ra lệnh sơ tán bắt buộc người dân ở các khu vực trũng thấp của thung lũng Zambezi.
Trong thời gian tại vị, Diogo kêu gọi các bộ trưởng y tế châu Phi cung cấp dịch vụ sức khỏe sinh sản và tình dục miễn phí trên khắp lục địa. Những dịch vụ này có thể làm giảm 2/3 tỷ lệ tử vong ở trẻ sơ sinh, giảm 3/4 tỷ lệ tử vong ở bà mẹ, đẩy lùi sự lây lan của AIDS và thúc đẩy bình đẳng giới và trao quyền cho phụ nữ. Mục tiêu mà Liên Hợp Quốc đặt ra là đạt được những mục tiêu này vào năm 2015.
Diogo cũng tập trung vào bình đẳng giới và trao quyền cho phụ nữ thông qua một "Mạng lưới Bộ trưởng Phụ nữ và Nghị viện" (MUNIPA) mới ra mắt gần đây. Mạng lưới MUNIPA nhằm tăng cường các hoạt động vận động và vận động hành lang để các chính sách và luật pháp được thông qua thuận lợi cho công bằng giới và trao quyền cho phụ nữ. Thúc đẩy bình đẳng giữa nam và nữ là mối quan tâm chính của chính phủ Mozambique, nơi đã áp dụng các công cụ để thúc đẩy trao quyền cho phụ nữ ở tất cả các cấp.

## Cuộc sống sau chính trị
Vào tháng 8 năm 2010, Tổng thư ký Liên Hợp Quốc Ban Ki-moon đã bổ nhiệm Diogo vào Hội đồng cấp cao về tính bền vững toàn cầu, do các tổng thống Tarja Halonen của Phần Lan và Jacob Zuma của Nam Phi đồng chủ trì.
Năm 2012, Diogo trở thành chủ tịch của Ngân hàng Barclays tại Mozambique.
Năm 2014, Diogo đứng thứ hai sau Filipe Nyusi trong cuộc bầu cử của FRELIMO cho ứng cử viên trong cuộc tổng tuyển cử năm đó. Vào thời điểm đó, cô được hỗ trợ bởi một nhóm đảng do Chissano lãnh đạo.
Năm 2016, Diogo được bổ nhiệm bởi Erik Solheim, Chủ tịch Ủy ban Hỗ trợ Phát triển, phục vụ trong Hội đồng Cấp cao về Tương lai của Ủy ban Hỗ trợ Phát triển dưới sự lãnh đạo của Mary Robinson.
Ngoài ra, Diogo giữ nhiều vị trí danh dự, bao gồm:
- Quỹ Liên minh châu Phi, Thành viên của Hội đồng [3]
- Brenthurst Foundation, Thành viên của Ban cố vấn [3]
- Câu lạc bộ Madrid, Thành viên
- Hội đồng Phụ nữ lãnh đạo thế giới, Thành viên
- NOVAFRICA của Đại học Nova de Lisboa, Thành viên của Ban cố vấn [15]

## Thông tin khác
Trong một bài viết năm 2010 trên tờ Thời báo New York, nhạc sĩ và nhà hoạt động người Ireland Bono đã mô tả Diogo có "năng lượng của một sư tử cái, chẳng kém gì Ellen Johnson Sirleaf, Ngozi Okonjo-Iweala hoặc Graça Machel." 